# Canton de la Tremblade
Le canton de la Tremblade est une circonscription électorale française située dans le département de la Charente-Maritime et la région Nouvelle-Aquitaine. 
Regroupant de nombreuses communes du « secteur nord » du Pays Royannais, le canton de la Tremblade s’étend sur une partie de la presqu'île d'Arvert. Ses voisins sont les cantons de Royan au sud-est, de Marennes au nord-est et de l'Île d'Oléron au nord-ouest, tous appartenant à l’arrondissement de Rochefort. Son chef-lieu est la ville de La Tremblade, au centre d’une conurbation de plus de 10 000 habitants.
Le canton s'organise autour de plusieurs pôles d'équilibre qui sont, outre La Tremblade et son agglomération (Arvert, Étaules et Chaillevette), Saint-Palais-sur-Mer et Breuillet.

## Histoire
Un nouveau découpage territorial de la Charente-Maritime entrera en vigueur en mars 2015, défini par le décret du 27 février 2014, en application des lois du 17 mai 2013 (loi organique 2013-402 et loi 2013-403). Les conseillers départementaux sont, à compter de ces élections, élus au scrutin majoritaire binominal mixte. Les électeurs de chaque canton éliront au Conseil départemental, nouvelle appellation du Conseil général, deux membres de sexe différent, qui se présenteront en binôme de candidats. Les conseillers départementaux seront élus pour 6 ans au scrutin binominal majoritaire à deux tours, l'accès au second tour nécessitant 12,5 % des inscrits au 1er tour. En outre la totalité des conseillers départementaux sera renouvelée. Ce nouveau mode de scrutin nécessite un redécoupage des cantons dont le nombre sera divisé par deux avec arrondi à l'unité impaire supérieure si ce nombre n'est pas entier impair, assorti de conditions de seuils minimaux. En Charente-Maritime, le nombre de cantons passe ainsi de 51 à 27. 
Le canton de La Tremblade est conservé mais remanié : il passe de 6 à 9 communes, issues des anciens cantons de Royan-Ouest (3 communes) et de La Tremblade (6 communes). Le bureau centralisateur est fixé à La Tremblade. Il est entièrement inclus dans l'arrondissement de Rochefort.

## Géographie
Ce canton est organisé autour de La Tremblade dans l'arrondissement de Rochefort. Son altitude varie de 0 m (Arvert) à 56 m (La Tremblade) pour une altitude moyenne de 15 m.
Le canton de la Tremblade occupe une situation privilégiée entre l’estuaire de la Seudre (bassin ostréicole de Marennes-Oléron, premier producteur d’huîtres au niveau européen), l’embouchure de la Gironde (plages de la Côte de Beauté à Saint-Palais-sur-Mer et La Palmyre) et l’océan Atlantique (plages et spots de surf de la Côte Sauvage). Il se compose principalement de cinq grandes unités paysagères : de grands espaces dunaires, entièrement boisés, des marais doux, des marais salés à dominante ostréicole, des champagnes agricoles et des espaces artificialisés correspondant aux villes et villages et à leurs périphéries (zones commerciales). 
C’est dans les parties nord et ouest du territoire cantonal que sont situés les grands espaces dunaires, jadis tant redoutés des anciens. Ces parties du territoire ont présenté jusqu’au début du XIXe siècle un visage désertique, presque saharien, à l’instar du reste du littoral aquitain. Portées par les vents dominants d’ouest, les dunes « marchaient » et engloutissaient progressivement les terres arables. C’est pour contrer ce fléau que furent plantées les grandes pinèdes de la Coubre et des Combots d’Ansoine, qui sont aujourd’hui les principaux « poumons verts » de l’agglomération royannaise. La trace des grandes dunes est toujours perceptible, notamment dans la partie nord de la forêt (le point culminant de la presqu’île d’Arvert, le Gardour, y est situé) mais aussi en bordure du quartier de Lafond, à Saint-Augustin. La forêt communale d'Arvert (en réalité aux Mathes : elle doit son nom à l'ancienne baronnie d'Arvert et non à la commune d'Arvert) est un des rares témoignages de la forêt originelle, antérieure à la plantation des grandes pinèdes du XIXe siècle. 
En marge des forêts, de vastes marais arrière-littoraux formaient autrefois un golfe marin (le Barbareu). Les marais de Saint-Augustin en sont le principal souvenir. Cet espace palustre d’une grande richesse est aujourd’hui protégé. Il se prolonge par quelques maigres champagnes agricoles (plaine d’Arvert ou des Mathes), puis par un plateau s’élevant à une trentaine de mètres d'altitude, où se concentre l’habitat et plus particulièrement les villes d’Étaules, d’Arvert et de La Tremblade. 
Véritable marqueur identitaire, le marais salé ou marais de la Seudre s’étend entre le plateau et l’estuaire de la Seudre. Appartenant au bassin ostréicole de Marennes-Oléron, on y élève l’huître plate depuis des siècles, dans des casiers appelés « claires ». De grandes étendues couvertes d’herbes et de roseaux, traversées de « ruissons » et ponctuées de cabanes en bois et de petits ports (port de La Grève, d'Orivol, ou de Chatressac et Chaillevette) y constituent un paysage labyrinthique caractéristique, qui se retrouve des deux côtés de la Seudre.

## Économie
La plupart des communes du canton sont tournées vers l’ostréiculture, mais aussi de plus en plus vers le tourisme et les services. Ainsi, trois stations balnéaires sont situées sur le territoire cantonal : Saint-Palais-sur-Mer, dans la proche banlieue de Royan, La Palmyre, dépendance de la commune des Mathes, qui bénéficie de la renommée de son zoo, le plus important parc zoologique privé d’Europe, et Ronce-les-Bains, satellite de La Tremblade,qui tire parti de ses plages abritées faisant face à l’île d’Oléron. Les moyennes et grandes surfaces sont concentrées dans les communes de La Tremblade et d’Arvert, en particulier dans la zone commerciale des Justices, où se trouve le seul hypermarché du canton.

## Représentation

### Conseillers d'arrondissement (de 1833 à 1940)
Le canton de La Tremblade avait deux conseillers d'arrondissement jusqu'en 1926, date de la disparition de l'arrondissement de Marennes.
| Période                                  | Période      | Identité                             | Étiquette   | Qualité |
| ---------------------------------------- | ------------ | ------------------------------------ | ----------- | --- |
| 1833                                     | 1839         | Jean Jacques Gabiou père (1795-1854) |             | Marchand, maire d'Étaules (1840-1852)                                                                       |
| 1833                                     | 1845         | Pierre Augustin Merzeau Masson       |             | Propriétaire et négociant à Arvert                                                                          |
| 1839                                     | 1852         | Pierre Henry Pougnard (1796-1872)    |             | Notaire à La Tremblade, Président de la Chambre des notaires, juge de paix                                  |
| 1845                                     | 1861         | Léon Élisée Chevallier (1810-1879)   |             | Médecin à Arvert                                                                                            |
| 1852                                     | 1855         | Zacharie Robineau                    |             | Commissionnaire maritime à La Tremblade                                                                     |
|                                          |              |                                      |             | |
| 1886                                     |              | M. Gatineau                          | Républicain | |
|                                          |              |                                      |             | |
| 1919                                     | 1923         | Alfred Pastourel                     | RG          | Ostréiculteur, maire de La Tremblade                                                                        |
| 1923                                     | 1935 (décès) | Émile Lestrille (1864-1935)          |             | Notaire, maire d'Étaules                                                                                    |
| septembre 1935                           | 1940         | Léon Nicolle (1892-1973)             | Radical     | Maire des Mathes                                                                                            |
| 1940                                     |              |                                      |             | Les conseils d'arrondissement ont été suspendus par la loi du 12 octobre 1940 et n'ont jamais été réactivés |
| Les données manquantes sont à compléter. |              |                                      |             | |

### Conseillers généraux de 1833 à 2015
| Période | Période                   | Identité                             | Étiquette             | Qualité |
| ------- | ------------------------- | ------------------------------------ | --------------------- | --- |
| 1833    | 1852 (décès)              | Pierre Théodore Tolluire             |                       | Négociant Maire de La Tremblade |
| 1852    | 1871                      | Jean-Jacques Gabiou fils (1817-1878) |                       | Avocat à Paris et propriétaire à Étaules |
| 1871    | 1878 (démission)          | Léon Elisée Chevallier               | Républicain           | Médecin Ancien maire d'Étaules, ancien conseiller d'arrondissement |
| 1878    | 1889                      | Frédéric Mestreau                    | Républicain           | Négociant à Saintes, préfet Représentant du Peuple (1871) - Sénateur (1885-1891)                                                                                              |
| 1889    | 1894 (décès)              | François-Emmanuel Verneuil           |                       | Médecin, maire de La Tremblade (1877-1894) |
| 1894    | 1923 (décès)              | Charles Torchut                      | Républicain puis Rad. | Avocat, bâtonnier à Marennes Député (1903-1910) Maire de Royan (1912-1923) |
| 1923    | 1924 (décès)              | Alfred Pastourel                     | RG                    | Ostréiculteur Maire de La Tremblade, conseiller d'arrondissement |
| 1925    | 1941 (démission d'office) | William Bertrand                     | Rad.                  | Avocat Député (1914-1919 et 1924-1939) Sénateur (1939-1945) Sous-secrétaire d’État (1933-1934 et 1937-1938) Ministre (1934-1936 et 1938) Révoqué par le Gouvernement de Vichy |
|         |                           |                                      |                       | |
| 1943    | 1945                      | Léon Nicolle                         | Rad.                  | Conseiller d'arrondissement, maire des Mathes Nommé conseiller départemental en 1943                                                                                          |
|         |                           |                                      |                       | |
| 1945    | 1951                      | René Baraton                         | SFIO                  | Directeur d'école Conseiller municipal de La Rochelle (1947-1953) |
| 1951    | 1958                      | Abel Besson                          | RPF puis RS           | Ostréiculteur à La Tremblade |
| 1958    | 1973 (décès)              | Léon Nicolle (1892-1973)             | Rad.                  | Maire des Mathes (1923-1971) |
| 1974    | 1976                      | François Franc-Valluet               | UDR puis SE           | Avocat Maire de La Tremblade plus jeune maire de France |
| 1976    | 1994                      | Christian Mandin                     | MRG puis PRG          | Instituteur - Maire de Saint-Augustin |
| 1994    | 2015                      | Jean-Pierre Tallieu                  | RPR puis DVD puis UDI | Huissier de justice Maire de La Tremblade Président de la Communauté d'agglomération Royan Atlantique                                                                         |

### Représentation après 2015
| Période élective | Période élective | Mandat | Mandat   | Identité                        | Nuance | Nuance | Qualité                                                                   |
| ---------------- | ---------------- | ------ | -------- | ------------------------------- | ------ | ------ | ------------------------------------------------------------------------- |
| 2015             | 2021             | 2015   | 2021     | Fabienne Aucouturier-Labarrière |        | DVD    | Première adjointe au maire de Saint-Palais-sur-Mer                        |
| 2015             | 2021             | 2015   | 2021     | Jean-Pierre Tallieu             |        | UDI    | Maire de La Tremblade (1992-2017) Vice-Président du Conseil départemental |
| 2021             | 2028             | 2021   | en cours | Fabienne Labarrière             |        | DVD    | Conseillère sortante                                                      |
| 2021             | 2028             | 2021   | en cours | Jean Prou                       |        | DVD    | Scientifique, chef de station IFREMER, La Tremblade                       |

### Résultats détaillés

#### Élections de mars 2015
À l'issue du 1er tour des élections départementales de 2015, deux binômes sont en ballottage : Fabienne Aucouturier et Jean-Pierre Tallieu (Union de la Droite, 43,54 %) et Stephane Beauvais et Christelle Hénaut (FN, 36,26 %). Le taux de participation est de 50,18 % (9 547 votants sur 19 025 inscrits) contre 50,08 % au niveau départementalet 50,17 % au niveau national.
Au second tour, Fabienne Aucouturier et Jean-Pierre Tallieu (Union de la Droite) sont élus avec 61,48 % des suffrages exprimés et un taux de participation de 52,63 % (5 579 voix pour 10 013 votants et 19 025 inscrits).

#### Élections de juin 2021
Le premier tour des élections départementales de 2021 est marqué par un très faible taux de participation (33,26 % au niveau national). Dans le canton de la Tremblade, ce taux de participation est de 34,31 % (7 169 votants sur 20 893 inscrits) contre 33,83 % au niveau départemental. À l'issue de ce premier tour, deux binômes sont en ballottage : Fabienne Labarrière et Jean Prou (DVD, 32,18 %) et Michel Vollet et Séverine Werbrouck (RN, 31,54 %).
Le second tour des élections est marqué une nouvelle fois par une abstention massive équivalente au premier tour. Les taux de participation sont de 34,3 % au niveau national, 34,56 % dans le département et 37,29 % dans le canton de la Tremblade. Fabienne Labarrière et Jean Prou (DVD) sont élus avec 64,38 % des suffrages exprimés (4 654 voix pour 7 791 votants et 20 894 inscrits),,.

## Composition

### Composition antérieure à 2015

Situation du canton de la Tremblade dans la Charente-Maritime avant 2015.

Le canton de Tremblade regroupait six communes.
| Nom                      | Code Insee | Codepostal | Superficie (km2) | Population (dernière pop. légale) | Densité (hab./km2) |
| ------------------------ | ---------- | ---------- | ---------------- | --------------------------------- | ------------------ |
| La Tremblade (chef-lieu) | 17452      | 17390      | 69,13            | 4 743 (2012)                      | 69                 |
| Arvert                   | 17021      | 17530      | 26,22            | 3 259 (2012)                      | 124                |
| Chaillevette             | 17079      | 17890      | 10,03            | 1 467 (2012)                      | 146                |
| Étaules                  | 17155      | 17750      | 11,55            | 2 375 (2012)                      | 206                |
| Les Mathes               | 17225      | 17570      | 34,38            | 1 741 (2012)                      | 51                 |
| Saint-Augustin           | 17311      | 17570      | 18,83            | 1 297 (2012)                      | 69                 |

### Composition à partir de 2015
Le nouveau canton de la Tremblade comprend neuf communes entières.
| Nom                                  | Code Insee | Intercommunalité    | Superficie (km2) | Population (dernière pop. légale) | Densité (hab./km2) | Modifier                                    |
| ------------------------------------ | ---------- | ------------------- | ---------------- | --------------------------------- | ------------------ | ------------------------------------------- |
| La Tremblade (bureau centralisateur) | 17452      | CA Royan Atlantique | 69,13            | 4 543 (2022)                      | 66                 | modifier les données · modifier les données |
| Arvert                               | 17021      | CA Royan Atlantique | 26,22            | 3 875 (2022)                      | 148                | modifier les données · modifier les données |
| Breuillet                            | 17064      | CA Royan Atlantique | 19,99            | 3 060 (2022)                      | 153                | modifier les données · modifier les données |
| Chaillevette                         | 17079      | CA Royan Atlantique | 10,03            | 1 652 (2022)                      | 165                | modifier les données · modifier les données |
| Étaules                              | 17155      | CA Royan Atlantique | 11,55            | 2 763 (2022)                      | 239                | modifier les données · modifier les données |
| Les Mathes                           | 17225      | CA Royan Atlantique | 34,38            | 2 184 (2022)                      | 64                 | modifier les données · modifier les données |
| Mornac-sur-Seudre                    | 17247      | CA Royan Atlantique | 9,50             | 867 (2022)                        | 91                 | modifier les données · modifier les données |
| Saint-Augustin                       | 17311      | CA Royan Atlantique | 18,83            | 1 503 (2022)                      | 80                 | modifier les données · modifier les données |
| Saint-Palais-sur-Mer                 | 17380      | CA Royan Atlantique | 15,69            | 3 879 (2022)                      | 247                | modifier les données · modifier les données |
| Canton de la Tremblade               | 1726       |                     | 215,32           | 24 326 (2022)                     | 113                | modifier les données                        |

## Démographie

### Démographie avant 2015
| 1962   | 1968   | 1975   | 1982   | 1990   | 1999   | 2006   | 2011   | 2012   |
| ------ | ------ | ------ | ------ | ------ | ------ | ------ | ------ | ------ |
| 10 488 | 10 805 | 11 238 | 11 201 | 11 748 | 12 526 | 13 741 | 14 658 | 14 882 |

### Démographie depuis 2015
En 2022, le canton comptait 24 326 habitants, en évolution de +7,09 % par rapport à 2016 (Charente-Maritime : +4,04 %, France hors Mayotte : +2,11 %).
| 2013   | 2018   | 2022   |
| ------ | ------ | ------ |
| 22 524 | 23 119 | 24 326 |

## Galerie

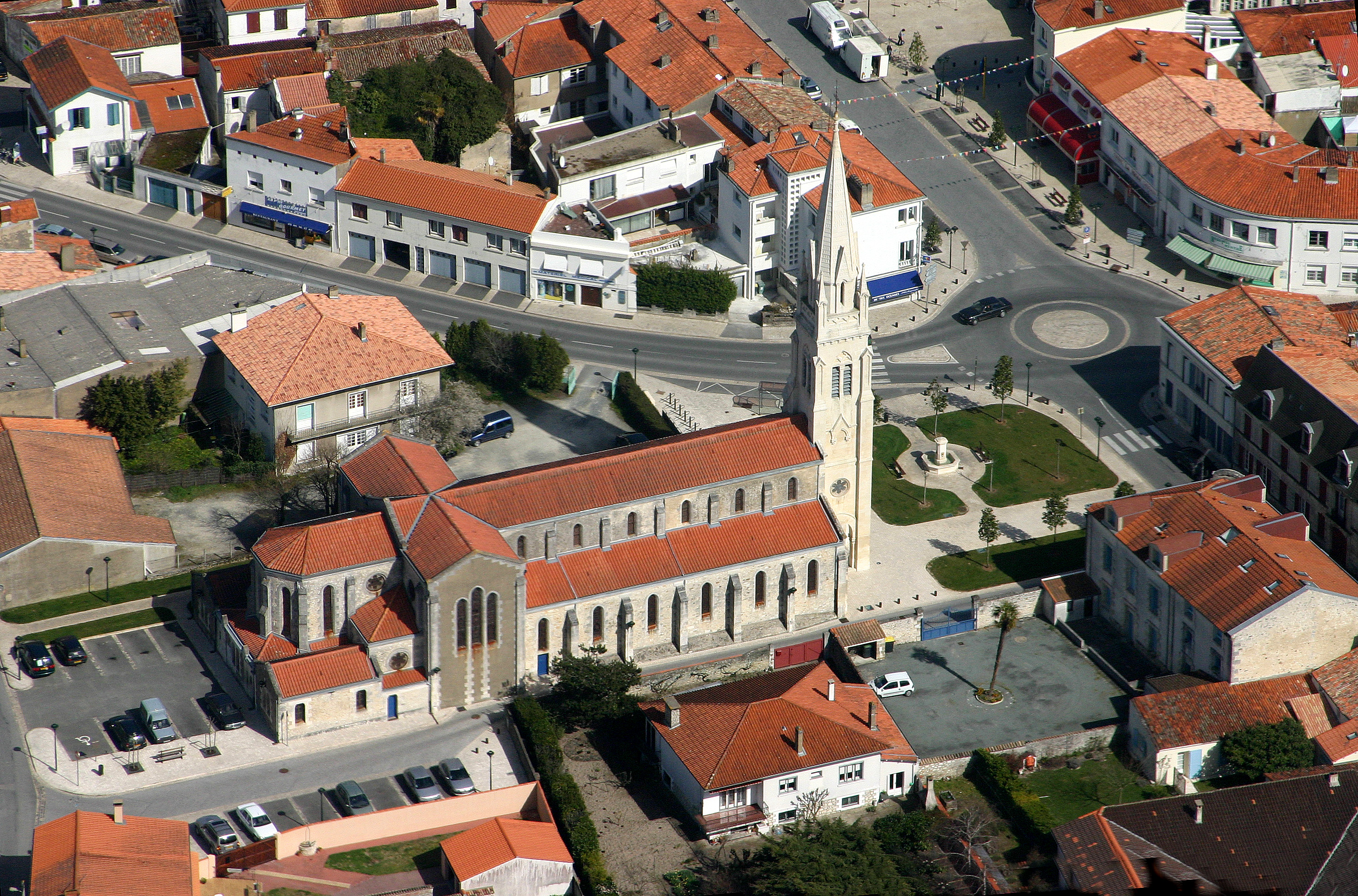
La Tremblade
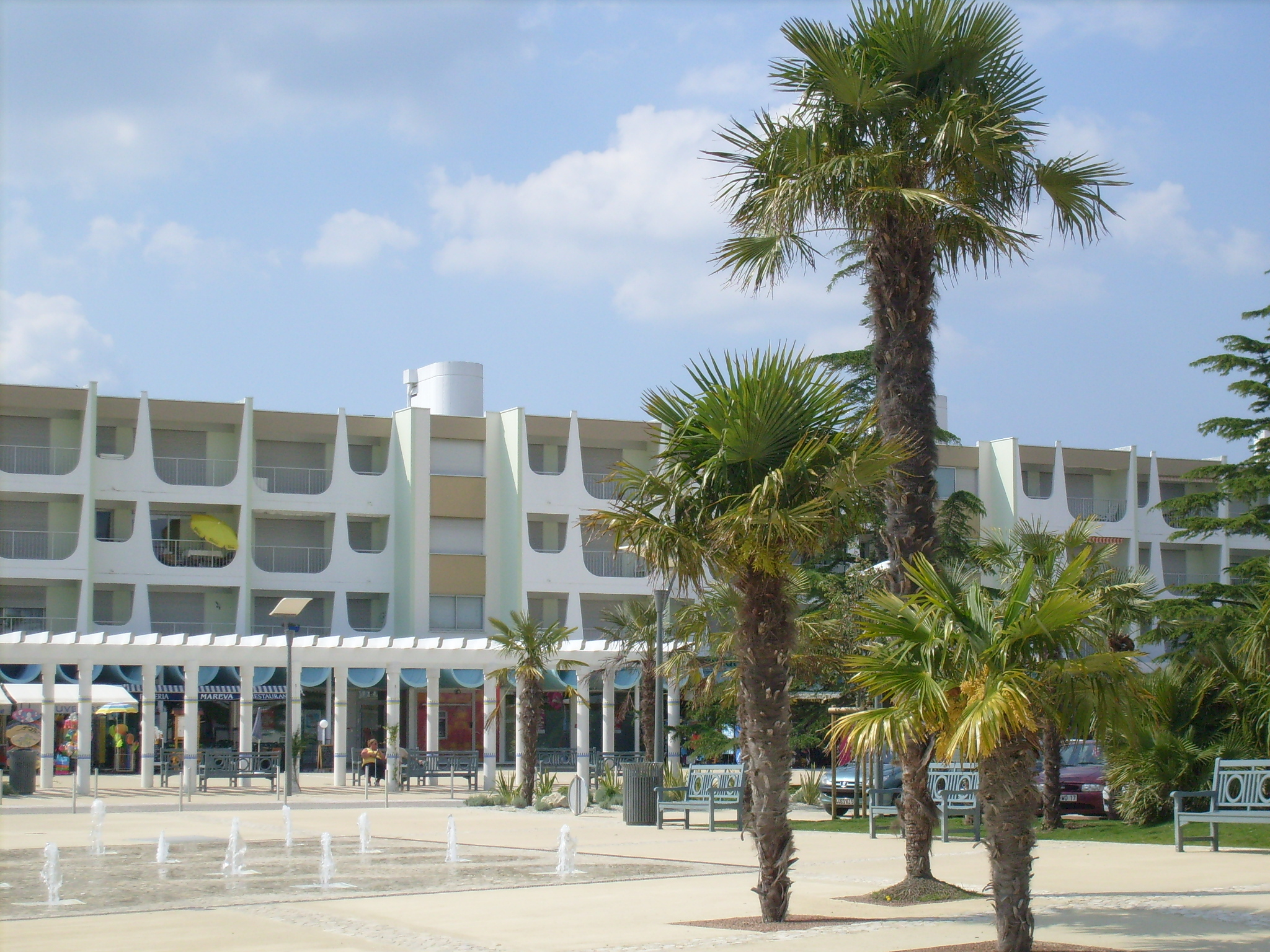
Saint-Palais-sur-Mer
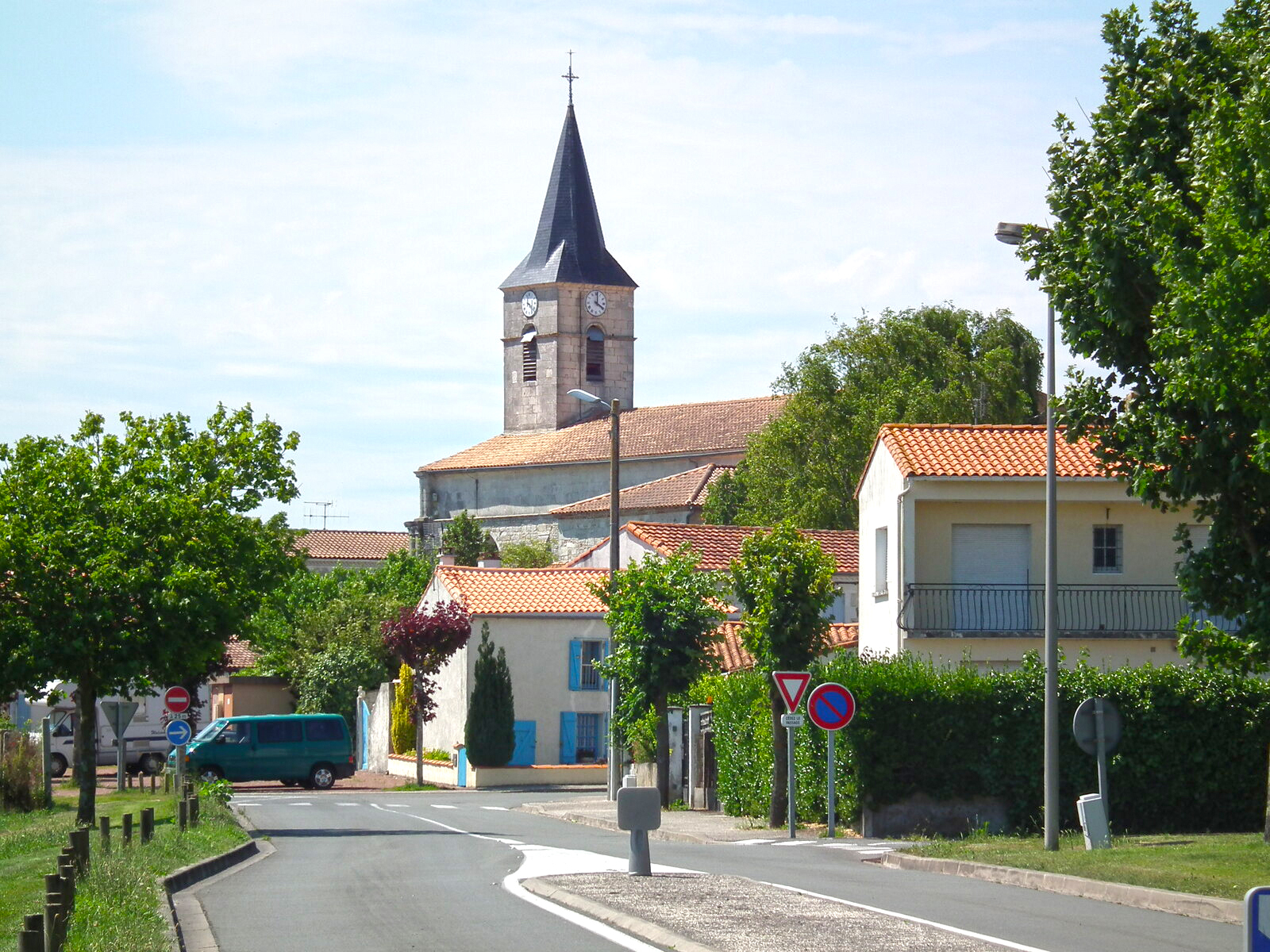
Arvert
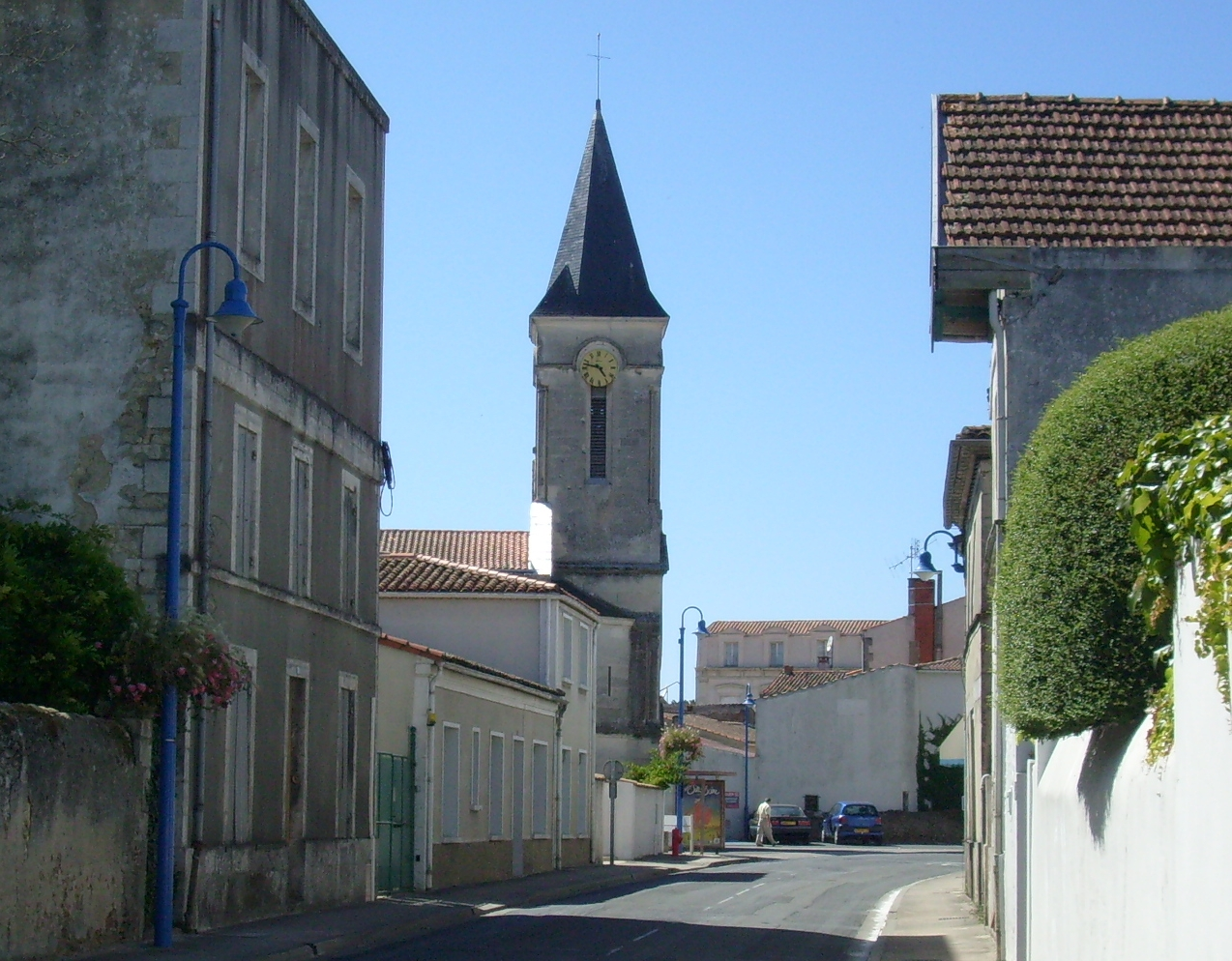
Étaules
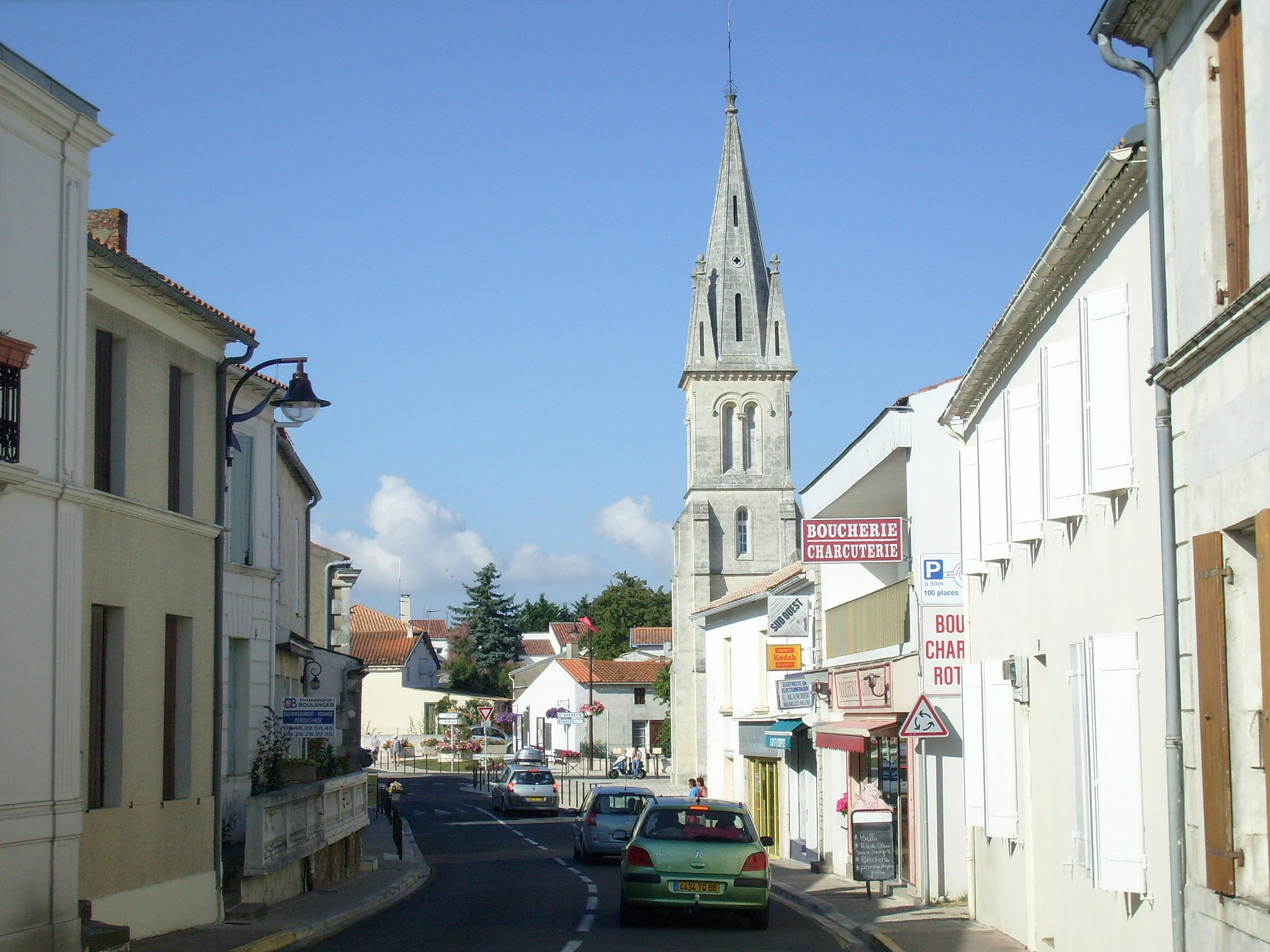
Les Mathes
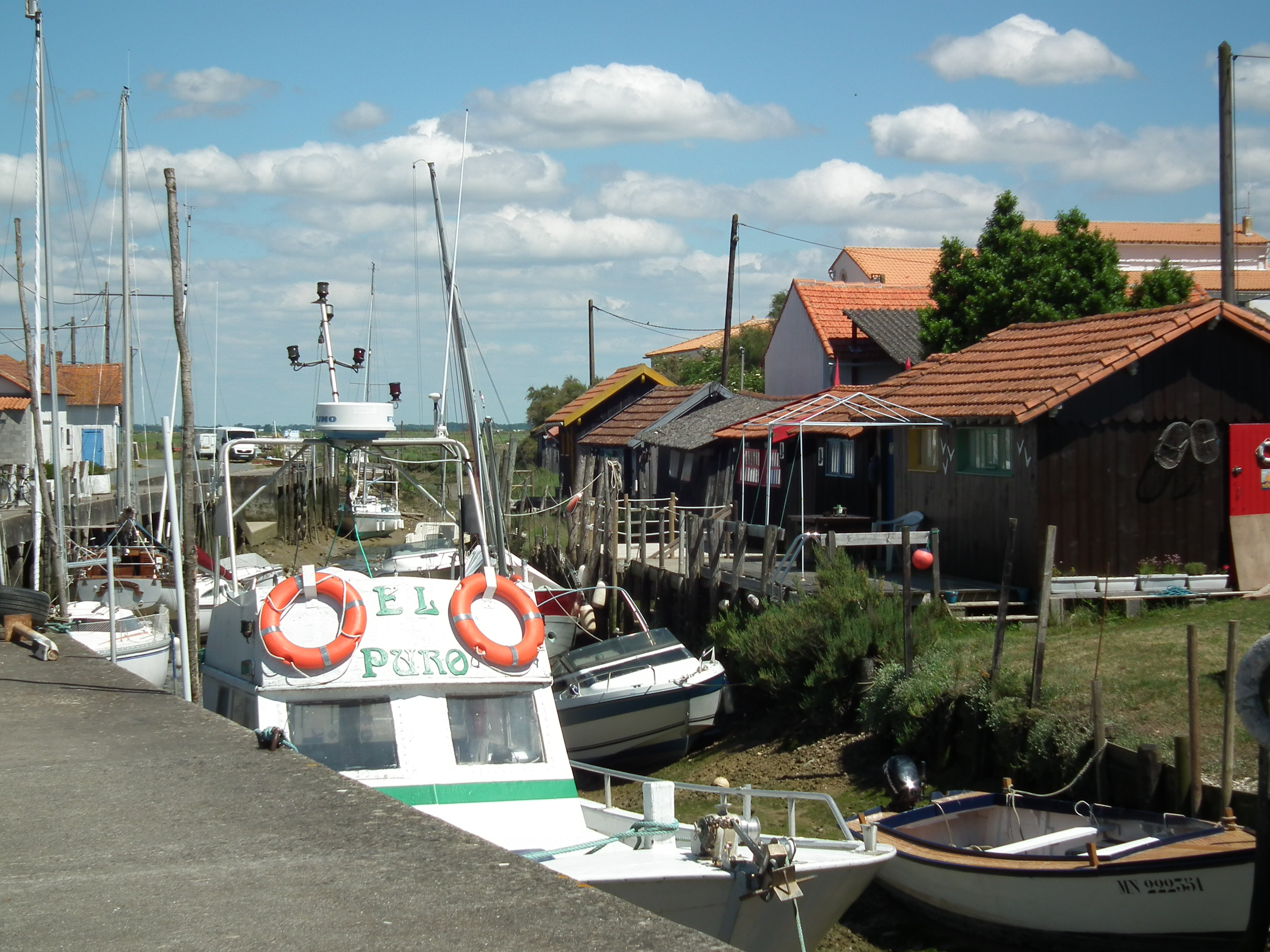
Chaillevette
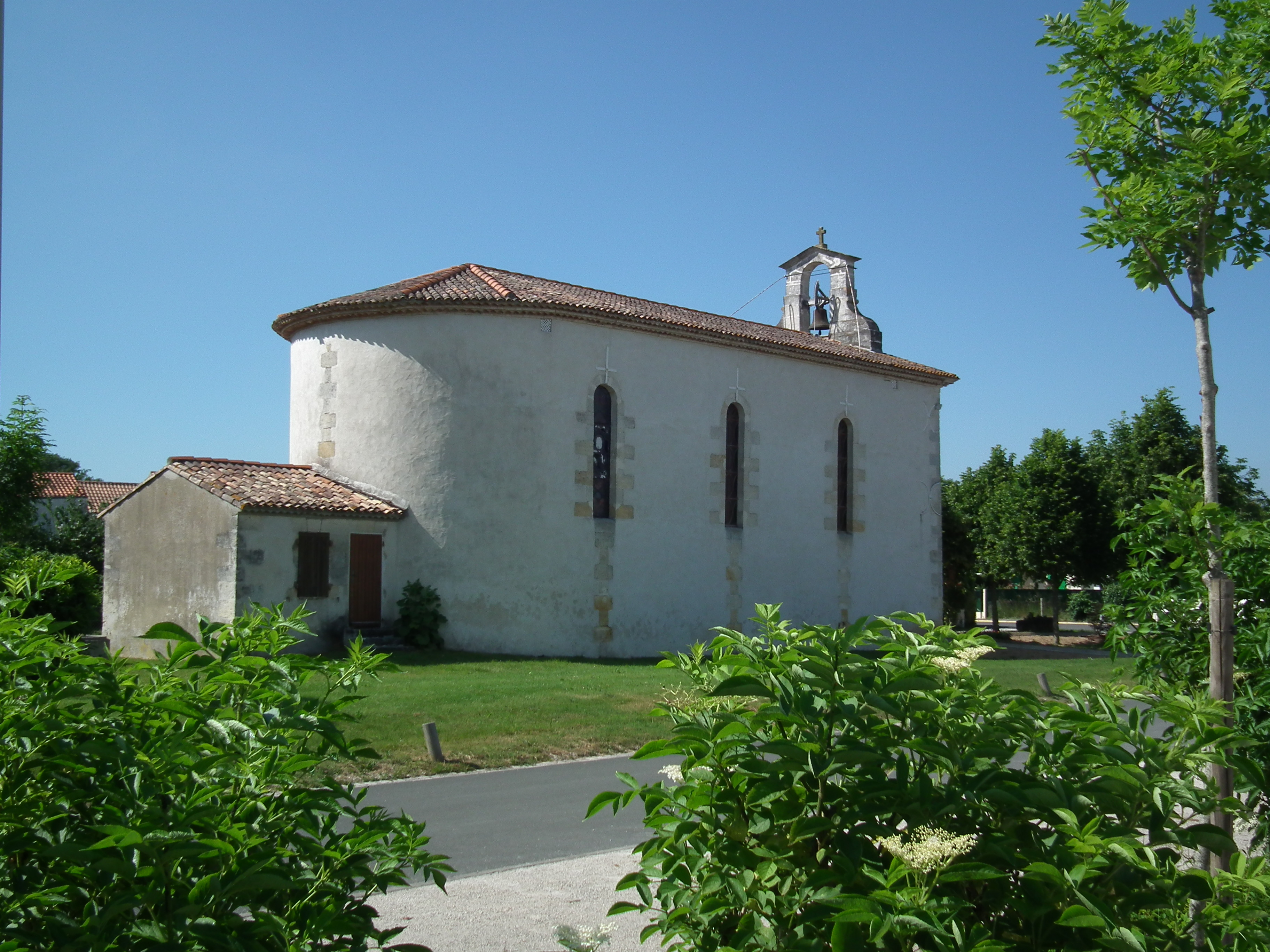
Saint-Augustin
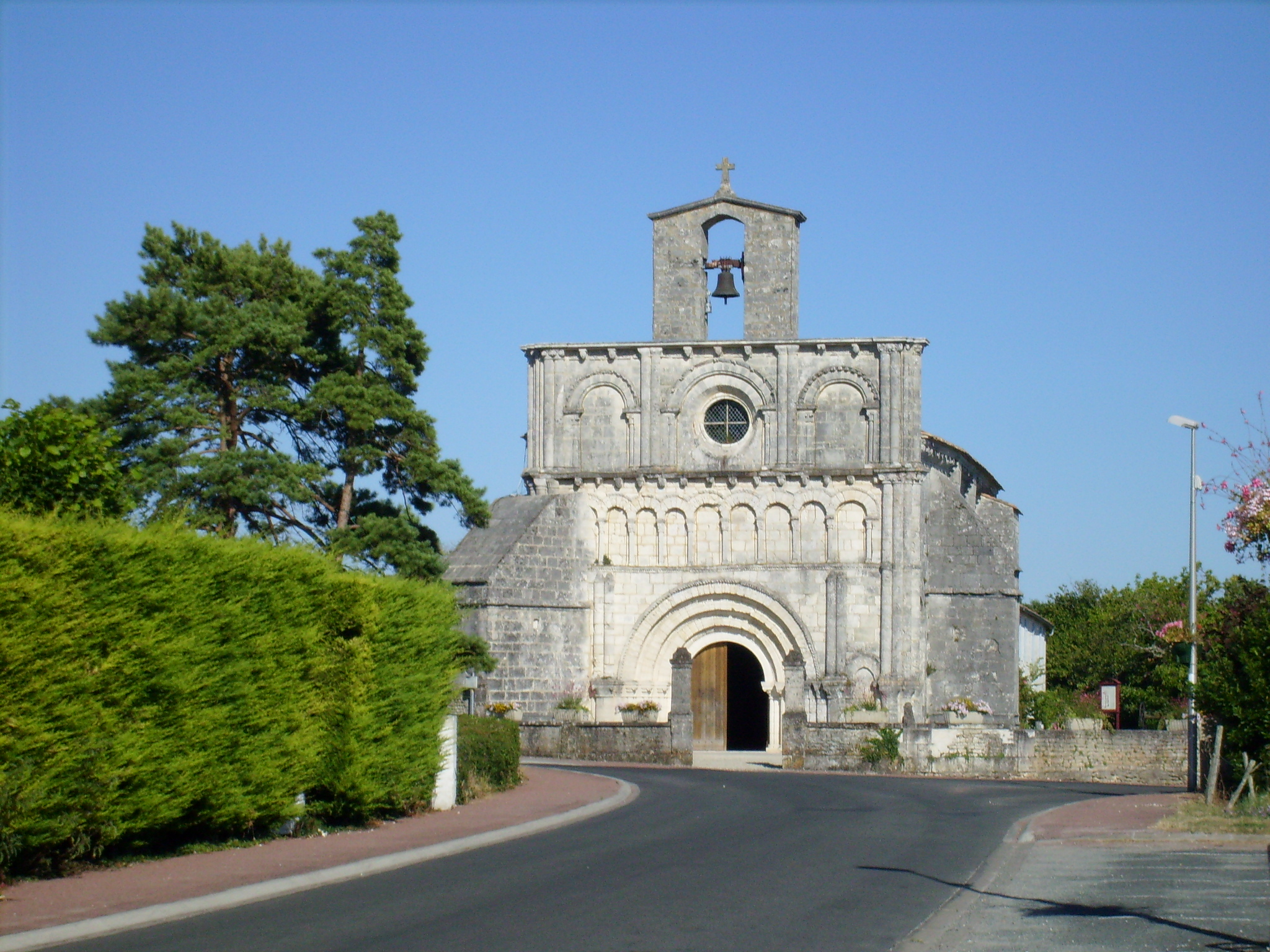
Breuillet
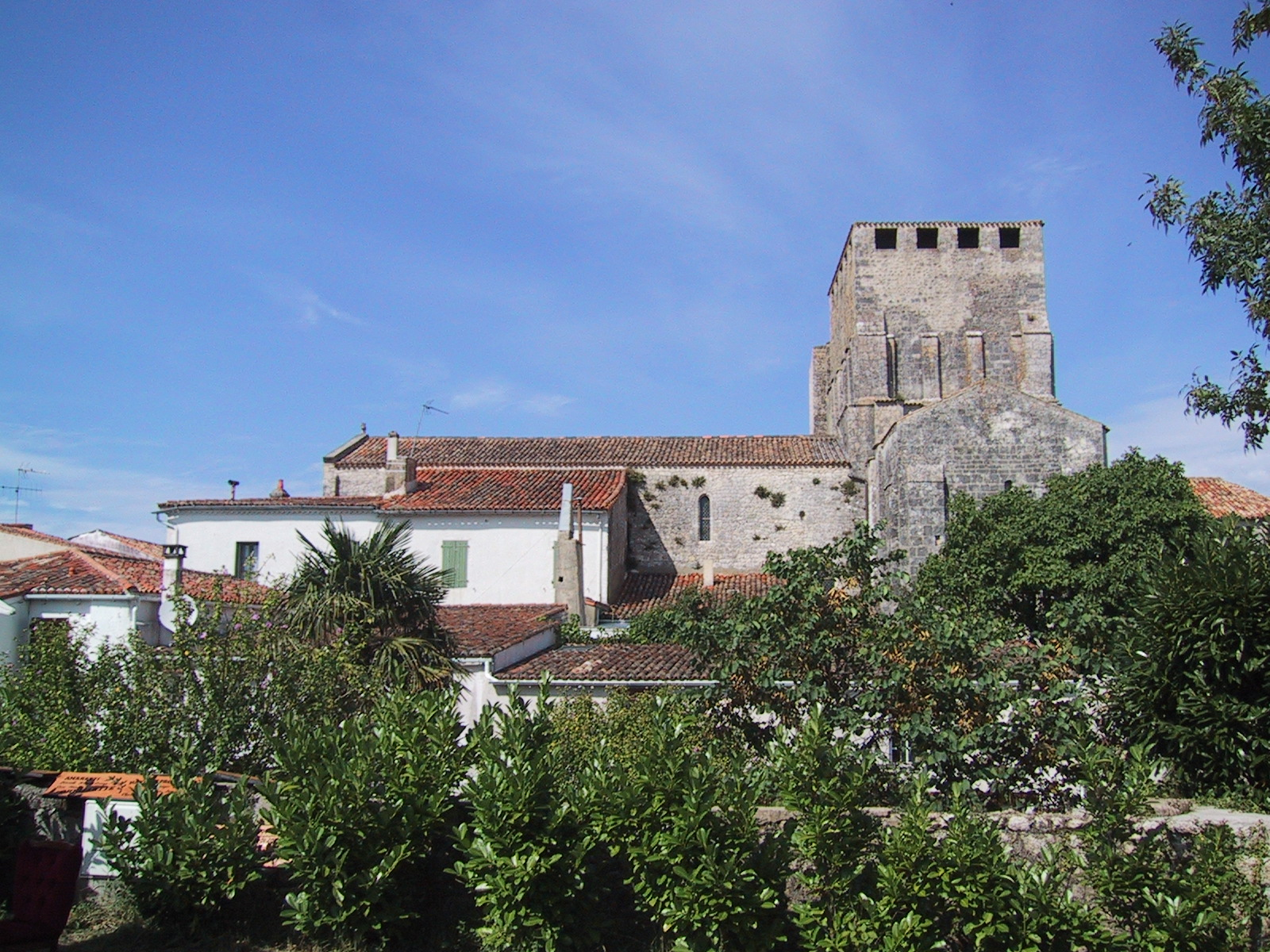
Mornac-sur-Seudre